# Neue katholische Kirche (Spreitenbach)

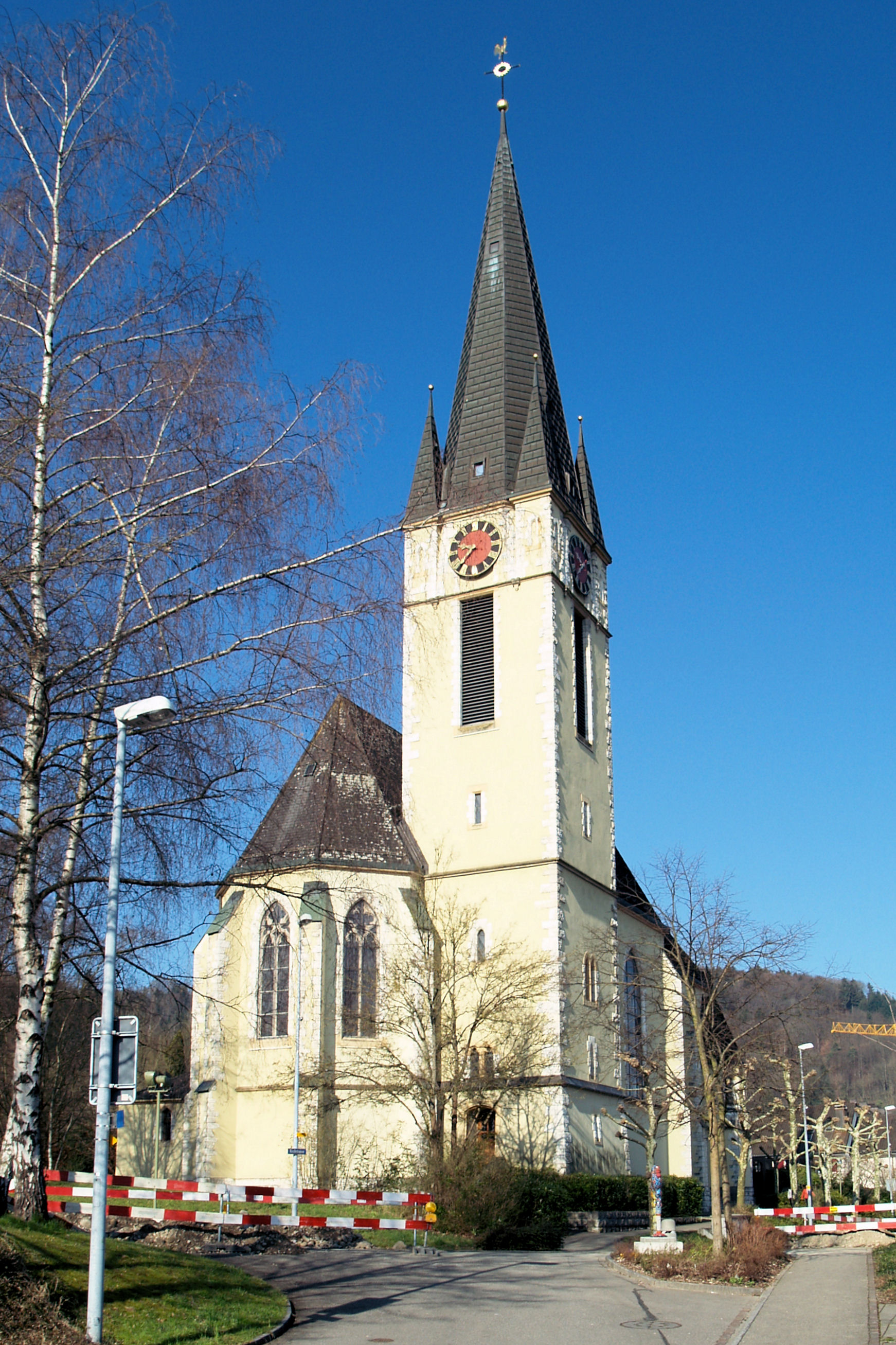
Neue katholische Kirche von 1904, Sicht von Osten

Die neue katholische Kirche von Spreitenbach wurde 1903/04 erbaut. Sie ist den heiligen Cosmas und Damian geweiht.

## Geschichte
In einer Besitzbestätigung des Klosters Engelberg, welche von Lucius III. im Jahr 1184 ausgestellt wurde, wird Spreitenbach mit „cum ecclesia“ erwähnt (Mit Kirche). Es handelt sich um ein sehr kleines Gotteshaus, das vermutlich die Kapelle eines von der Pfarrei Dietikon abhängigen Vikars war. Im Jahr 1275 wurde es mit einer Pfründe ausgestattet. Als im Jahre 1310 der Graf Rudolf von Habsburg-Laufenburg die Mutterkirche Dietikon an das Kloster Wettingen vermachte, beinhaltete die Schenkung auch die Kapellen von Spreitenbach und Urdorf. Als sich die Pfarrei Dietikon 1529 für die Reformation aussprach, erfasste diese auch Spreitenbach. Die Mehrheit der Bevölkerung war nach dem Landfrieden von 1531 reformierten Glaubens. Ab diesem Zeitpunkt wurde die Filialkirche von Dietikon simultan von den katholischen und reformierten Gläubigen benutzt. Im Jahr 1798 wurde durch den Abt Sebastian Steinegger das katholische Spreitenbach mit bischöflicher Genehmigung von Dietikon abgetrennt und in eine Vikarie umgewandelt, welche von den Wettinger Mönchen geleitet wurde. Daraus entwickelte sich 1861 eine eigenständige katholische Kirchgemeinde, welche sich 1903 eine eigene Kirche baute. Die reformierten Gläubigen blieben bis 1940 bei Dietikon und sind seither in der Kirchgemeinde Spreitenbach-Killwangen-Bergdietiokon organisiert. Die alte paritätische Kirche verblieb 1903 im Besitz der reformierten Kirchgemeinde.
Im Jahr 1887 wurden erste Vorstösse zu einem eigenen Gotteshaus gemacht. Allerdings wurde 1890 zuerst versucht, die bestehende Kirche umzubauen. Die Pläne dafür stammten vom Architekten Wilhelm Hanauer. Allerdings scheiterten die Pläne an der Weigerung der reformierten Kirchgemeinde, die Kosten mitzutragen. So beschloss im Jahr 1900 die katholische Kirchgemeinde auf Initiative des Pfarrers Emil Leonard Guidi einen Neubau. Als Architekt konnte Wilhelm Hector aus Saarbrücken gewonnen werden.
Der Grundstein wurde am 6. Juli 1903 gelegt. Die Kirche konnte am 27. September 1904 geweiht werden.

## Baugeschichte

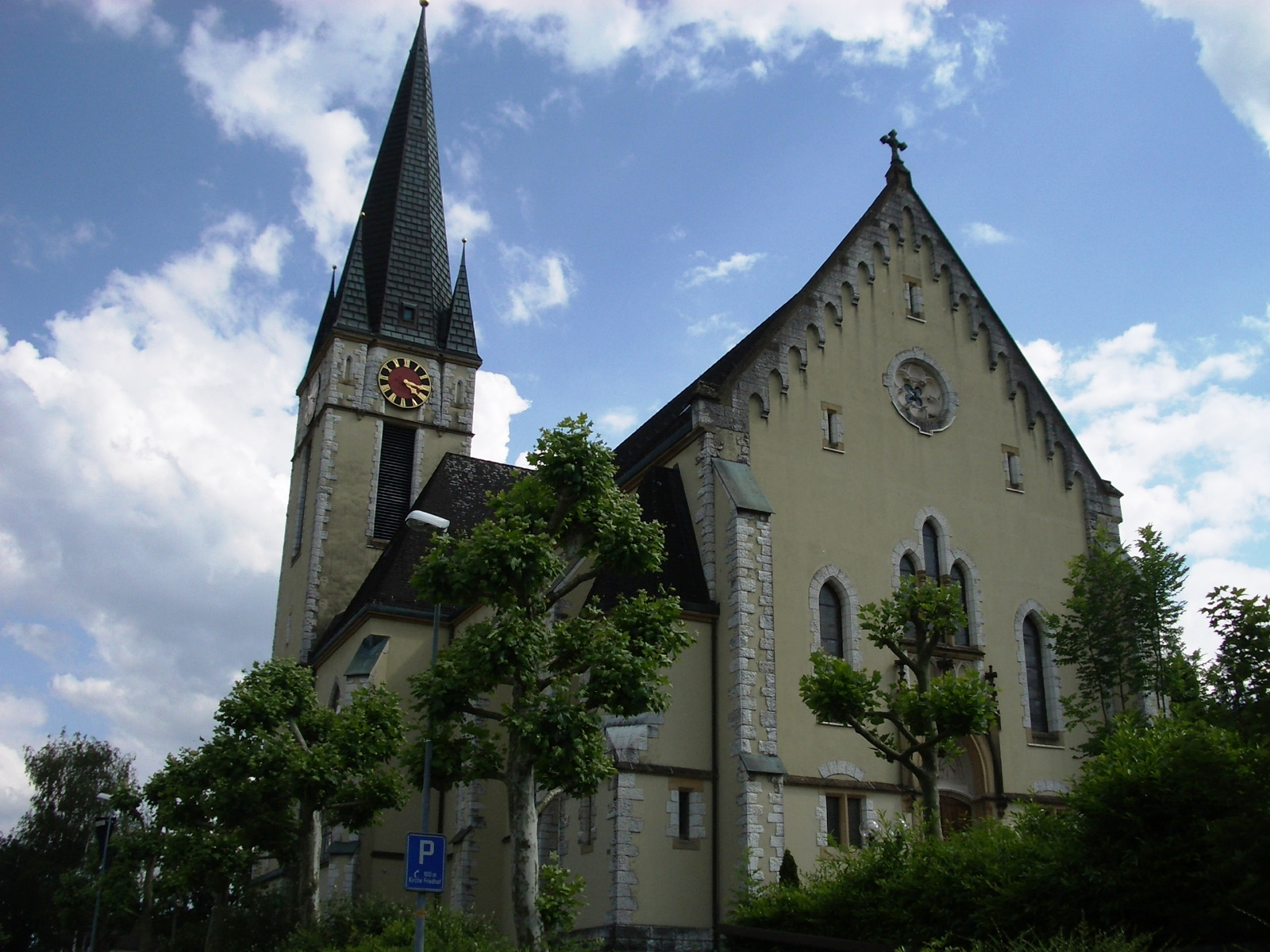
Neue katholische Kirche von 1904, Sicht von Norden

Der Architekt Arthur Betschon aus Baden führte die Bauaufsicht, der Baumeister war Joseph Zini aus Zürich.

## Bauwerk
Die neugotische Kirche besitzt einen kreuzförmigen Grundriss mit einem dreijochigen Langhaus und schmalen Querhaus. Die Hauptachse der Kirche ist nach Südosten ausgerichtet. Der Chor mit einem schmalen Vorjoch endet über fünf Ecken in einem halben Achteck. Auf der Südwestseite des Chors ist die Sakristei angebaut, auf der Nordseite steht der leicht aus der Flucht des Querhauses hervortretende viereckige Turm. Am Nordwestende des Langhauses befinden sich beidseitig zwei Türmchen, welche die Treppen zur Empore beherbergen. Im ersten Drittel der Traufhöhe umzieht den ganzen Bau eine Gurte. Diese führt auch über die Strebepfeiler. Die Fenstersimse der Lang- und Querhausfenster gehen nahtlos in diesen Gurt über. Auf der Stirnseite wird dieser Gurt durch das Hauptportal unterbrochen, wo die Endstücke des Gurtes als Kämpfer fungieren. Aus der aufwendigen Befensterung der Stirnwand kann man den inneren Geschossaufbau erkennen.
Das Dach wahrt über allen Gebäudeteilen ein einheitliches Traufen- und Firstniveau. Während es auf der Frontseite in einem Giebel endet, ist es über den Querstirnhäusern und dem Chorpolygon gewalmt.
Der Turmschaft trägt einen steilen achtkantigen Spitzhelm, welcher rund 50 Meter hoch aufragt. Auf dem Kopf trägt er einen Wetterhahn. In den Ecken des Urgeschosses, unmittelbar unter dem Turmdach, befinden sich fingierte Ecktürmchen mit blinden Spitzbogenfenstern.